# Reguliere maat
In de maattheorie, een deelgebied van de wiskunde, is een reguliere maat op een topologische ruimte een maat die zowel inwendig regulier is als uitwendig regulier. Inwendige regulariteit houdt in dat elke meetbare verzameling van binnen uit benaderd kan worden door compacte meetbare deelverzamelingen, en uitwendige regulariteit dat elke meetbare verzameling van buiten af benaderd kan worden door open meetbare verzamelingen die de verzameling omvatten.

## Definitie
Laat {\displaystyle (X,T)} een topologische ruimte zijn en {\displaystyle \Sigma } een σ-algebra op {\displaystyle X}, die de topologie {\displaystyle T} bevat (waardoor alle open en gesloten verzamelingen meetbare verzamelingen zijn, en zodat {\displaystyle \Sigma } ten minste zo "fine" is als de Borel-σ-algebra op {\displaystyle X}). Laat {\displaystyle \mu } een maat zijn op {\displaystyle (X,\Sigma )}. Van een meetbare deelverzameling {\displaystyle A} van {\displaystyle X} wordt gezegd dat deze {\displaystyle \mu }-regulier is als
{\displaystyle \mu (A)=\sup\{\mu (F)|F\subseteq A,F{\text{ gesloten}}\}}
en
{\displaystyle \mu (A)=\inf\{\mu (G)|G\supseteq A,G{\text{ open}}\}}
Op gelijkwaardige wijze geldt dat {\displaystyle A} een {\displaystyle \mu }-reguliere verzameling is dan en slechts dan als voor elke {\displaystyle \delta >0} er een gesloten verzameling {\displaystyle F} en een open verzameling {\displaystyle G} bestaan, zodanig dat
{\displaystyle F\subseteq A\subseteq G}
en
{\displaystyle \mu (G\setminus F)<\delta }
Als elke meetbare verzameling regelmatig is, dan zegt men dat de maat {\displaystyle \mu } een reguliere maat is.
Sommige auteurs vereisen dat de verzameling {\displaystyle F} niet alleen gesloten is, maar ook compact.

## Voorbeelden
- De lebesgue-maat op de reële lijn is een regelmatige maat: zie de  regelmatigheidsstelling voor de lebesgue-maat.
- De triviale maat, die een maat nul toekent aan elke meetbare deelverzameling, is een regelmatige maat.
- Een triviaal voorbeeld van een niet-regelmatige maat is de maat {\displaystyle \mu } op de reële rechte met de gebruikelijke borel-topologie, die een maat nul toekent aan de lege verzameling en een oneindige positieve maat aan elke niet-lege verzameling.
- Enige borel-kansmaat op enige metrische ruimte is een regelmatige maat.

## Voetnoten
1. ↑  (en)   Dudley, R. M. (1989). Real Analysis and Probability. Chapman & Hall., Sect. 7.1